# Meteorus kleini
Meteorus kleini är en stekelart som beskrevs av Szepligeti 1918. Meteorus kleini ingår i släktet Meteorus och familjen bracksteklar. Inga underarter finns listade i Catalogue of Life.